# Panjang (Talawi)
Panjang is een bestuurslaag in het regentschap Batu Bara van de provincie Noord-Sumatra, Indonesië. Panjang telt 2010 inwoners (volkstelling 2010).